# میشل کراتوچویل
 میشل کراتوچویل (انگلیسی: Michel Kratochvil؛ زاده ۷ آوریل ۱۹۷۹) یک تنیس‌باز اهل سوئیس است.